# Гастингс
Гастингс, Хейстингс (англ. Hastings) — город в графстве Восточный Суссекс Великобритании, образует одноимённый административный район (боро).

## История

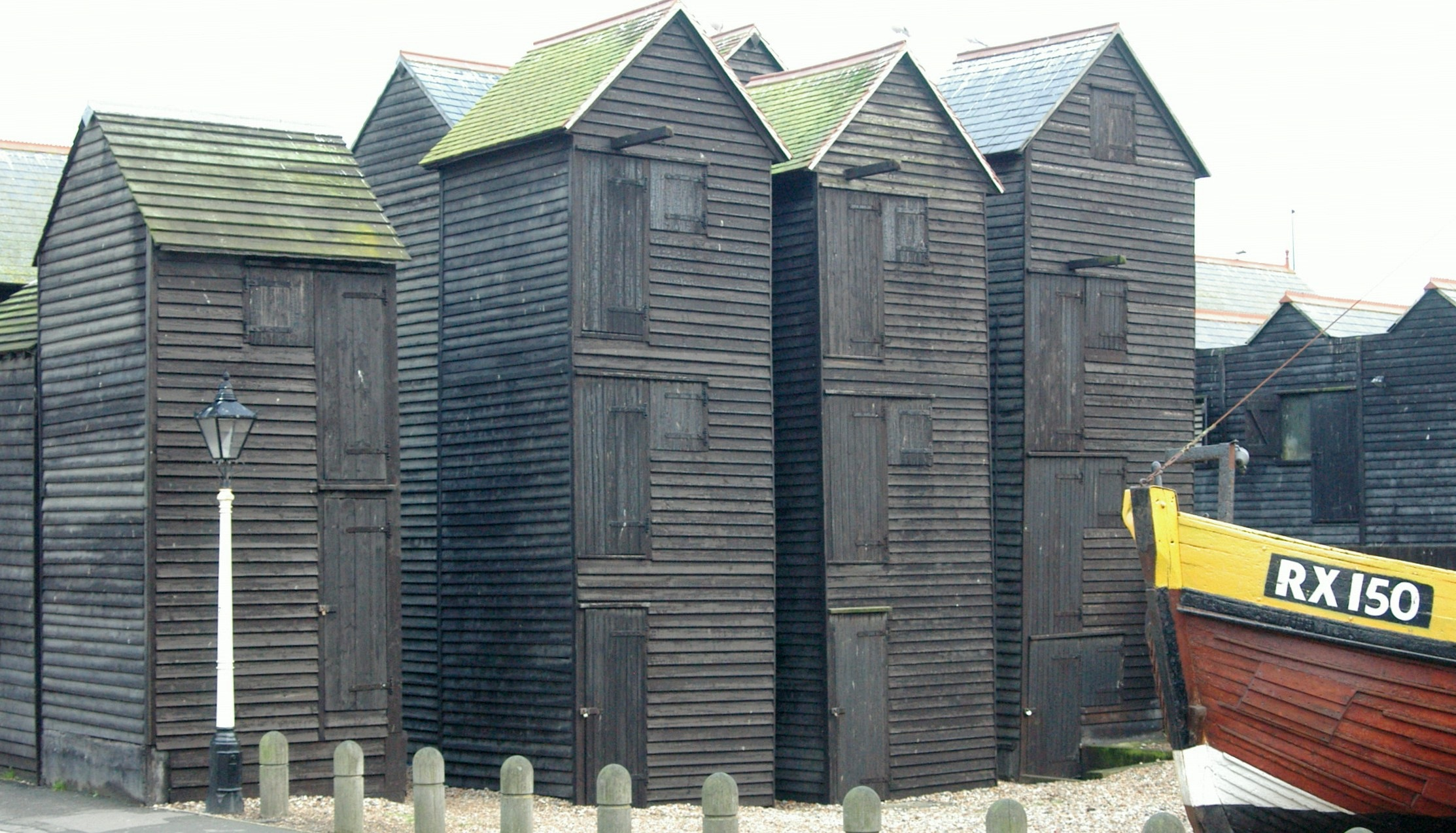
Сараи для рыбацких сетей в Гастингсе

Известен с VIII века. В XI веке — незначительное поселение в Англии, южнее Лондона, у которого в 1066 году войско Вильгельма Завоевателя разбило армию короля Гарольда II. После этого Вильгельм стал королём Англии и основателем новой династии английских королей. На месте битвы вскоре был основан городок, который так и называется — Баттл (англ. Battle — Битва), он находится на расстоянии в 13 км от современного Гастингса.
В Средние века — морской порт, один из Пяти портов Англии, впоследствии потерял значение.

## Современность

Гастингс на карте графства Восточный Суссекс

Современный Гастингс известен как приморский курорт и центр рыболовства. В 2008 году население составляло около 86,4 тыс. жителей. С 1920 года проводится шахматный турнир.

## Транспорт
Город обслуживают автобусы компании Stagecoach Group по городским маршрутам, а также по направлениям на Бексхилл (англ.), Истборн и Дувр. В Лондон ходит маршрут 538 компании National Express Coaches.
В Гастингсе была сеть трамваев с 1905 по 1929 год. Трамвайную линию довели до Бексхилла. Большинство линий имели контактные электрические провода на столбах, за исключением линии вдоль набережной от Бо-Пип к Мемориалу, который изначально работал от контактной сети системы Dolter. Сети системы Dolter были заменены на бензино-электрические трамваи в 1914 году, но затем электрификация была продлена в 1921 году. Троллейбусы с 1 апреля 1928 года ходили на очень узком участке Хай-стрит, а далее вся сеть трамваев была заменена в Гастингсе троллейбусами в 1928—1929 годах.
Компания Maidstone & District Motor Services выкупила гастингские трамваи в 1935 году, но троллейбусы продолжали носить логотип «Гастингс Трамвай». В 1959 году их заменили на дизельные автобусы после провала кампании «Спасите наши троллейбусы»..
Также ездят поезда из Гастингса. Можно поехать на поезде компании Southeastern (англ.) в Лондон, Роял-Танбридж-Уэллс. На поезде компании Southern (англ.), можно поехать в Лондон, Ашфорд, Истборн, Льюис.

## Парки
В Гастингсе есть несколько парков:
- Александра-парк (англ.)[2] расположен в самом Гастингсе, в парке несколько озер, теннисный корт, розариум, кафе, парк хорошо подходит для прогулки с семьёй.
- Гастингс-Кантри-парк (англ.) или East Hill[3] — живописный природный заповедник национального значения площадью 342 гектара с прибрежными видами, хорошо подходит для пеших прогулок.

## Развлечения
Вдоль набережной Гастингса расположено множество развлекательных заведений города: театр, музей преступлений, пирс, (на котором проводится масса общественных мероприятий), музей контрабандистов, парк развлечений «Фламинго Парк», RBE Trampolines (батутный центр), океанариум, миниатюрная железная дорога, гольф-клуб.